# St.-Liborius-Kirche (Bremervörde)

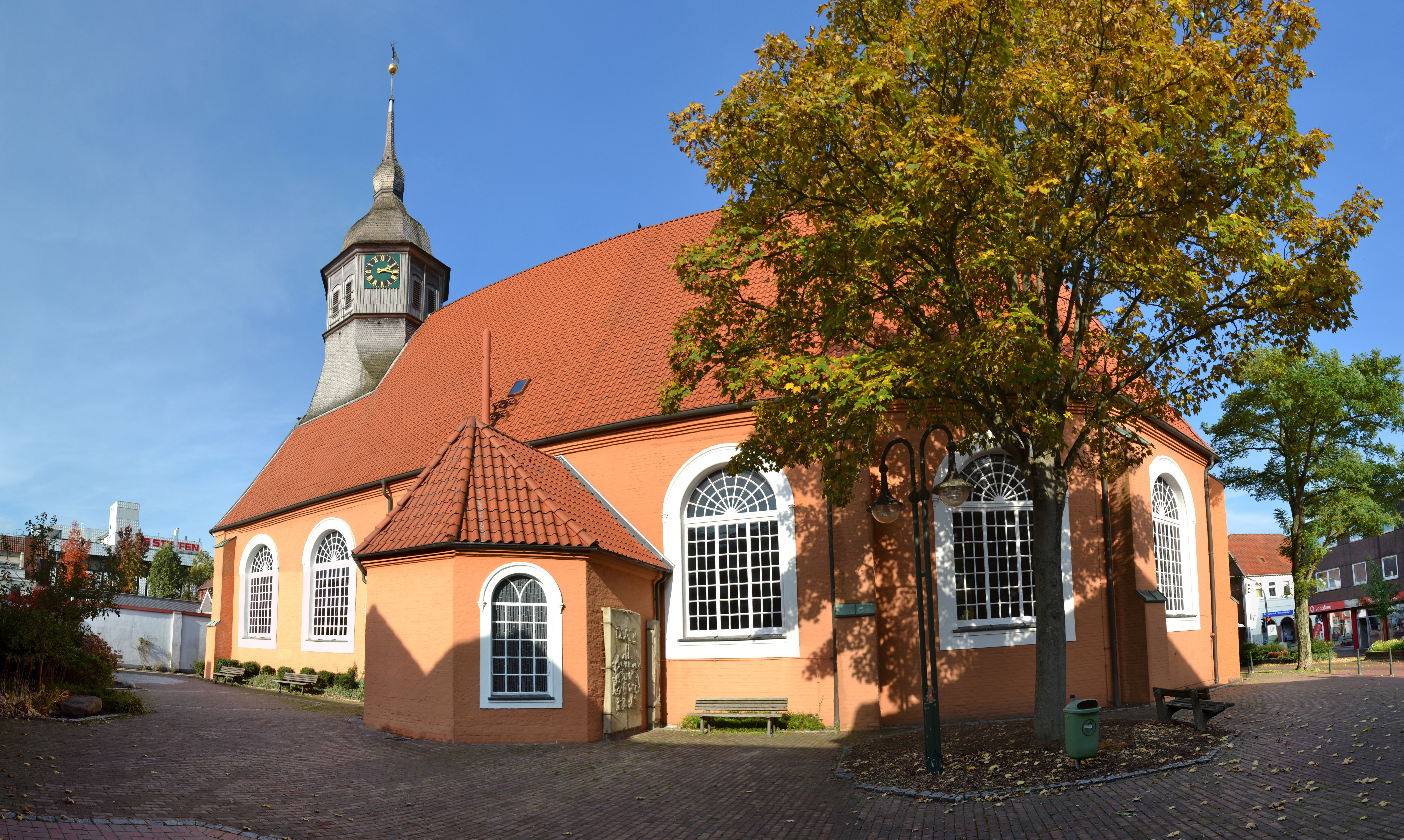
Das Kirchengebäude aus Sicht des Rathausmarktes

Die St.-Liborius-Kirche ist eine evangelisch-lutherische Kirche in Bremervörde, Landkreis Rotenburg (Wümme) in Niedersachsen. Das Kirchengebäude im Stil des Barock wurde nach zweifacher Zerstörung während des Dreißigjährigen Krieges im Jahre 1651 wiederaufgebaut. St. Liborius ist die Predigtkirche des Superintendenten des Kirchenkreises Bremervörde-Zeven im Sprengel Stade, der mitsamt dem Kirchenkreis wiederum zur Evangelisch-lutherischen Landeskirche Hannovers zählt.

## Lage
Das ursprüngliche Kirchengebäude, welches 1627 niederbrannte und der ebenfalls zerstörter Wiederaufbau vom 1643 befanden sich in der Nähe der Burg Vörde. Heute befindet sich am ursprünglichen Standort, dem Großen Platz, ein Supermarkt.
Das 1651 neu erbaute Kirchengebäude befindet sich an der Neuen Straße bzw. der Kirchenstraße in der Nähe des Rathauses. Hinter der Kirche befindet sich das Ludwig-Harms-Haus, welches das Kirchenbüro beherbergt, aber auch für Veranstaltungen und den Gottesdienst während der Wintermonate genutzt wird.

## Geschichte

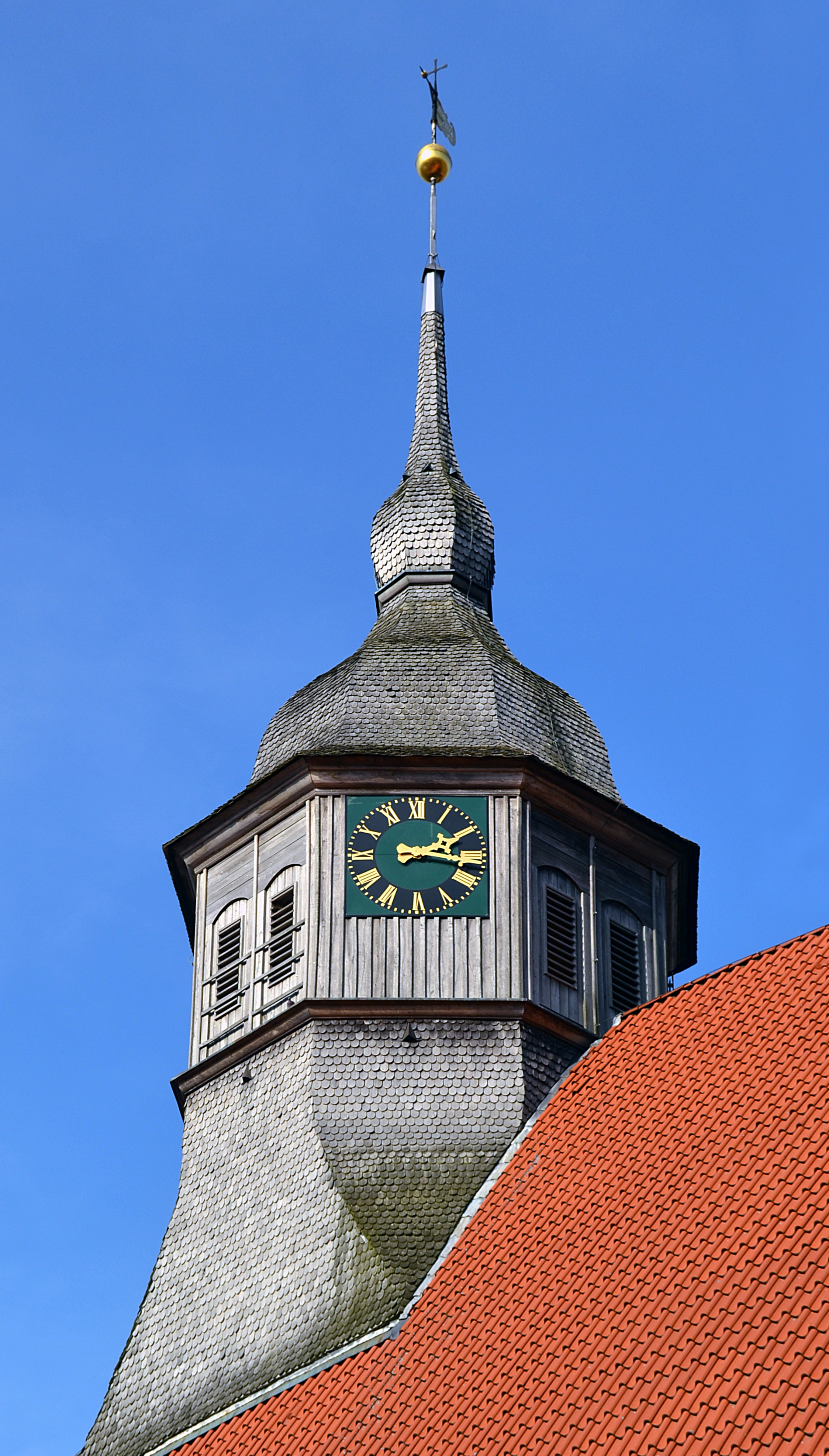
Kirchturm

Erstmals erwähnt wurde die St.-Liborius-Kirche 1282 in einer Urkunde des Bremer Erzbischofs Giselbert von Brunkhorst. Damals befand sie sich in unmittelbarer Nähe zu der Burg Vörde und der Residenz des Erzbischofs. 1348 ernannte man den Heiligen Liborius zum Schutzpatron der Kirche. Einem Kelch aus dem Jahre 1535 zufolge fand zu dieser Zeit der lutherische Glaube Einzug in die Kirche.
Während des Dreißigjährigen Krieges wurde das Kirchengebäude 1627 mitsamt dem damaligen Stadtteil „Vörde“ von Söldnern der Dänischen Armee vollständig niedergebrannt. Unter Erzbischof Johann Friedrich begann 1630 der Wiederaufbau der Kirche, der 1643 vollendet wurde. Drei Jahre später, 1646, zerstörten die Dänen Stadtteil und Kirche erneut, um freies Schussfeld auf angreifende schwedische Truppen zu erhalten. Am 29. März des Jahres 1651 legte der Kanzler der Schwedischen Regierung und gleichzeitig Amtmann von Bremervörde, den neuen, und bis heute identischen Standort für den Neubau der Kirche fest. Vorbild ist die älteste Kirche Altonas, die St. Trinitatis. Die Grundsteinlegung erfolgte am 30. März, die Legung des Fundamentes am 4. Juni und die Richtung des Daches zwischen dem 13. und 22. November 1652. Bereits 1653, zwei Jahre nach Baubeginn wurde das Gebäude fertiggestellt.
1679 nahm man bereits Restaurierungen vor und versah die Kirche mit einer hohen Gewölbedecke. 1704 stürzte der Kirchturm in Folge eines Sturms ein und wurde 1705 mit veränderter Spitze wiederaufgebaut. Während des Baus wurden unter dem Gebäude Grüfte angelegt, in denen unter anderem der schwedische 1696 in Bremervörde verstorbene Amtmann bestattet wurde.

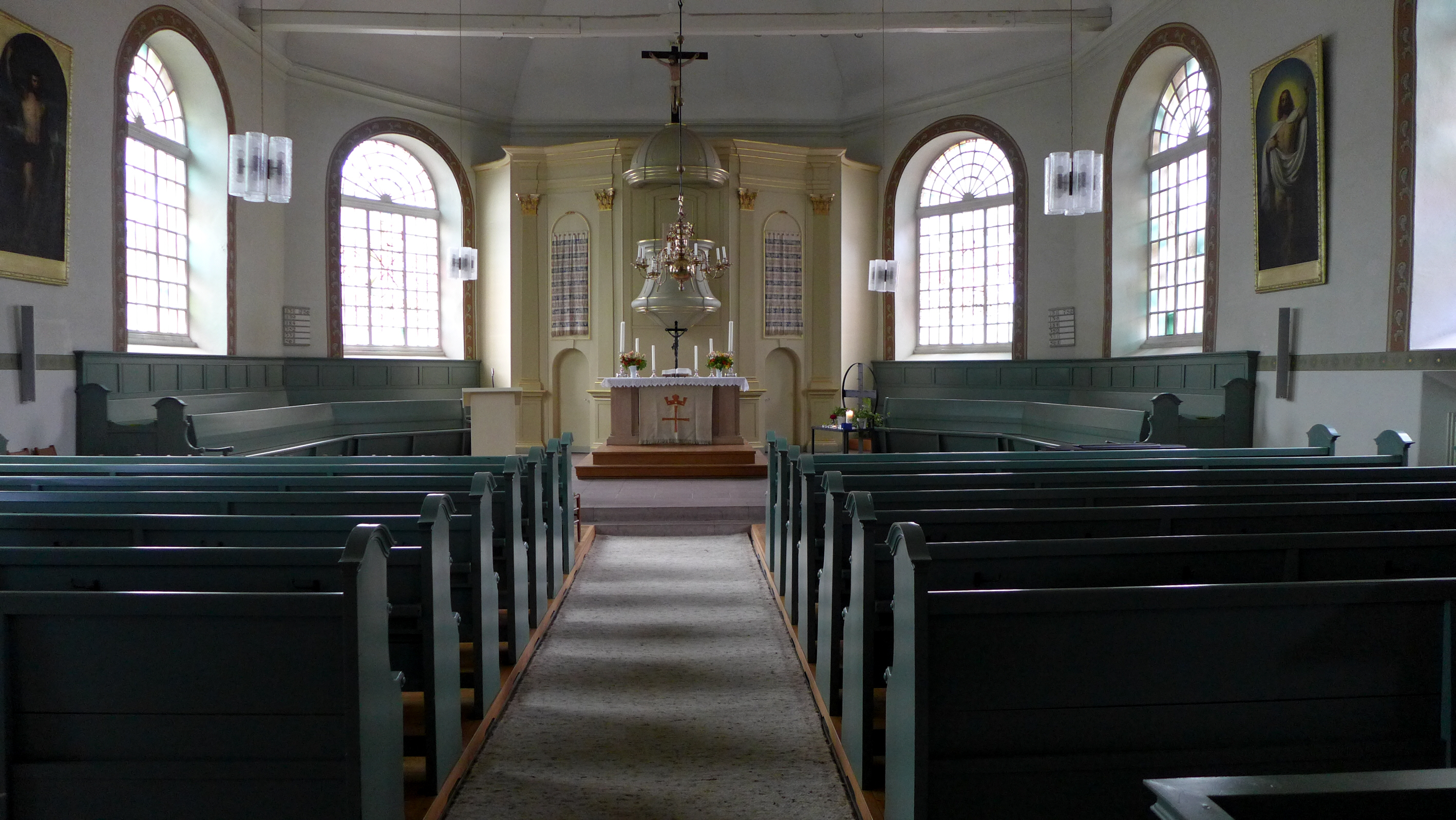
Der Innenraum der Kirche

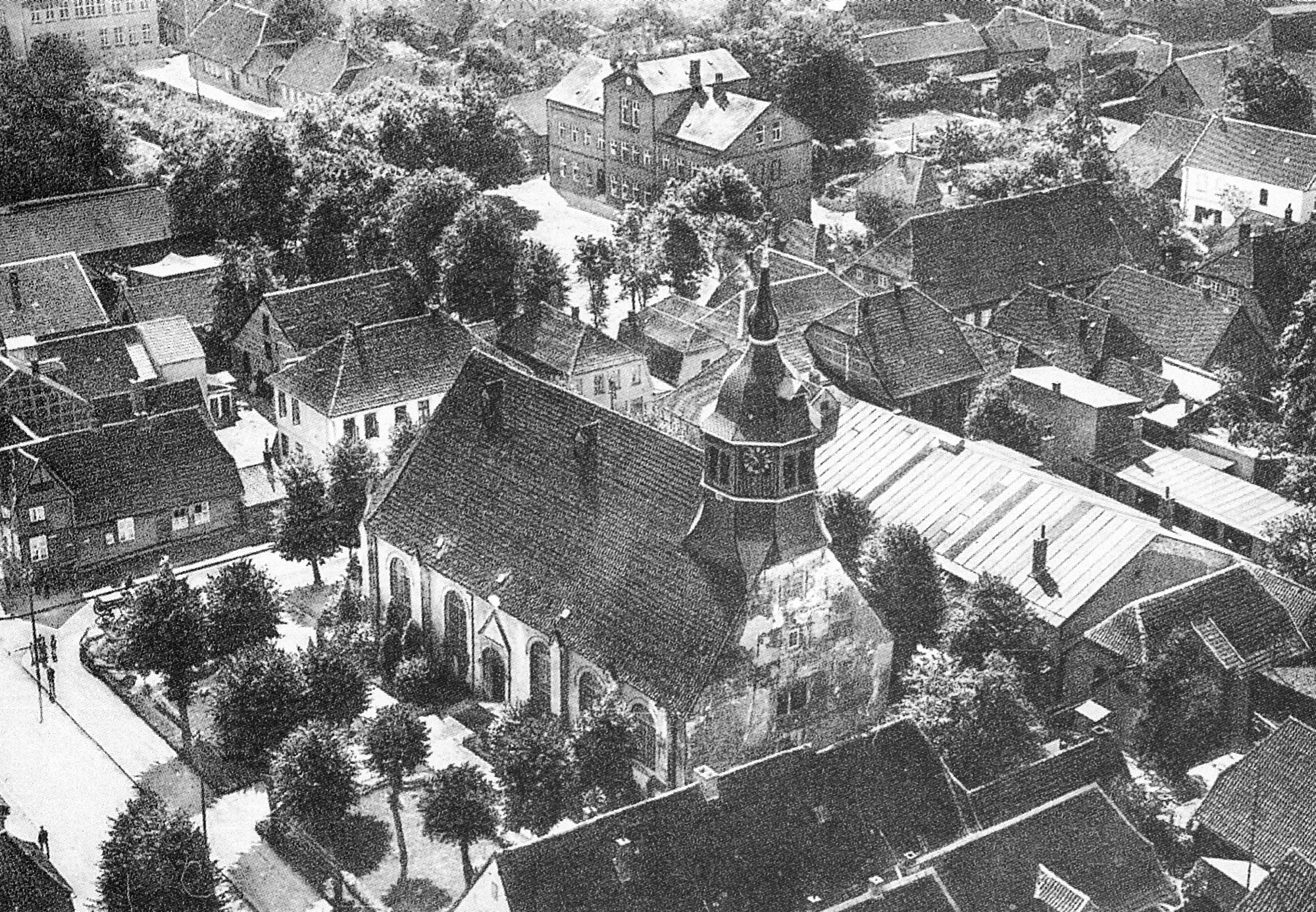
Luftaufnahme der Kirche um 1950

Zu Zeiten der Moorkolonisierung unter Jürgen Christian Findorff wurde die Kirche von 1784 bis 1785 einer vollständigen Umgestaltung unterzogen, um den Siedlern der eingegliederten Moordörfer ausreichend Platz zu bieten. Dies wurde 1850–1851 aufgrund der wachsenden Bevölkerung wiederholt, da erneut weitere Moordörfer eingegliedert wurden. 1857 erfolgte eine Vergoldung von Kreuz, Wetterhahn und Knopf auf der Spitze des Kirchturms, in den 1899 durch die Stadt eine Uhr eingebaut wurde.
Im Jahre 1901 fand die Gründung des Posaunenchores statt. 1925 wurden die Ortsteile Spreckens, Engeo und Nieder Ochtenhausen eingegliedert. 1941 entstand eine Kantorei, zu damaligen Zeiten „Singkreis“ genannt. 1950 wurden Altar und Kanzel nach Plänen aus dem 17. Jahrhundert zurück an die Ostseite der Kirche verlegt und 1952 die Emporen versetzt. Dort entstanden die Glasmosaik-Fenster mit Darstellungen Christi sowie des Heiligen Geistes in Form einer Taube. Im November 1955 erhielt der Kirchturm neue Glocken. 1956 erfolgte die Umgestaltung der Turmhalle zu einer Gedächtnisstätte für die Kriegsopfer aus der Gemeinde in den Zeiten des Deutsch-Französischen Krieges sowie des Ersten und Zweiten Weltkrieges. Im selben Jahr entstand das Dietrich-Bonhoeffer-Haus für die Jugendlichen.
Die letzte größere Instandsetzung und Restaurierung der Kirche fand 1996 statt, als sich der Kirchturm nach einem Sturm vom Dachstuhl löste. Die Beseitigung weiterer Schäden an Dachstuhl und Gewölbe nahm mehrere Monate in Anspruch. 1999 fand die feierliche Einweihung der restaurierten Kirche statt.
Instandsetzung 1998/1999
Die Arbeiten am Tonnengewölbe begannen Mitte Mai 1998 mit der Demontage und Restauration der Orgel. Durch Fäulnis geschädigte Segmente des Dachstuhls wurden ausgetauscht und das Dach neu eingedeckt. Es erfolgten weitere Arbeiten wie ein neuer Anstrich, der Austausch des Schornsteines und Pflasterarbeiten des Platzes zwischen der Kirche und dem Ludwig-Harms-Haus.
Innerhalb der Kirche wurden unter altem Anstrich an der Ostseite der Kirche neu entdeckte Ornamente unter Beratung von Experten restauriert und ein Holzfußboden unter den neu gestrichenen Kirchenbänken eingezogen.

## St.-Liborius-Kirchengemeinde
Die Kirchengemeinde umfasst aktuell ca. 5.300 Gemeindemitglieder, aufgeteilt in drei Gemeindebezirke. Der Bezirk I umfasst die Stadtmitte, Bezirk II das restliche Stadtgebiet und Bezirk III die Ortschaften Spreckens, Engeo und Fahrendorf. Der wöchentliche Gottesdienst findet am Sonntag um 10 Uhr statt. Im Anschluss finden weiter Gottesdienste oder ein gemeinsames Frühstück der Gemeindemitglieder statt.
Pastoren der St.-Liborius-Kirchengemeinde seit 1949
| Zeitraum  | Pastor                               |
| --------- | ------------------------------------ |
| 1949–1953 | Heinrich Seebo                       |
| 1954–1955 | Georg Fuhrmann, Hilfsgeistlicher     |
| 1956–1961 | Ulrich Meyer                         |
| 1962–1963 | Eckhard Pfannkuche, Hilfsgeistlicher |
| 1965–1999 | Georg-Wilhelm Bergmann               |
| 1999–2016 | Andreas Hellmich                     |
| 2004–2022 | Wilhelm Helmers, Superintendent      |
| seit 2020 | Gerhard Schäfer                      |

## Gebäude
Das Kirchengebäude wurde im Stil des Barock gebaut und befindet sich heute noch zum Großteil im ursprünglichen Zustand. An der Ostseite ist eine massive Grabplatte aus Stein befestigt, die an den damaligen Schwedischen Amtmann Johann Ernst Rist erinnert.

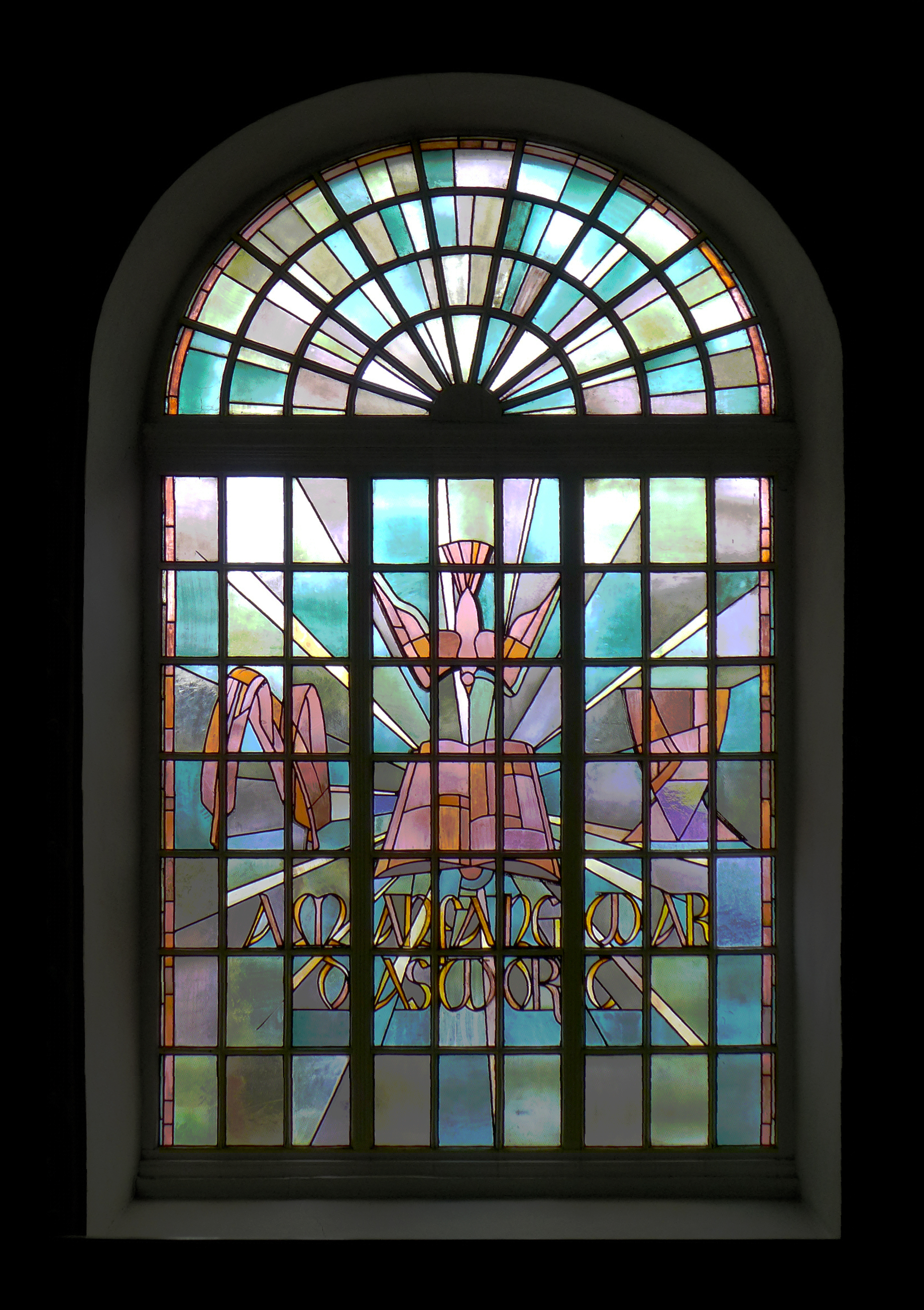
Fenster der Kirche in Altarnähe
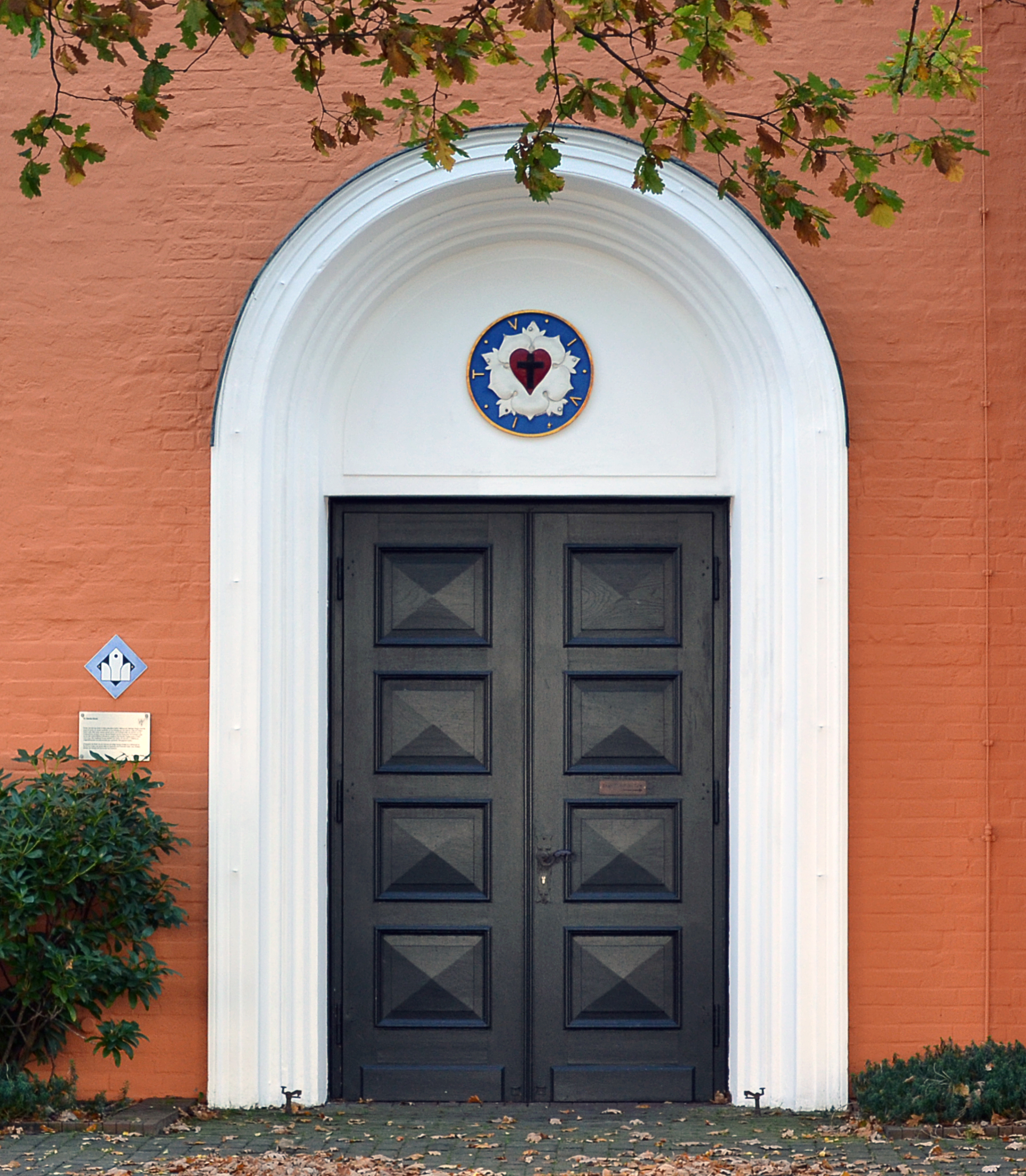
Der Nordeingang der Kirche

## Orgel

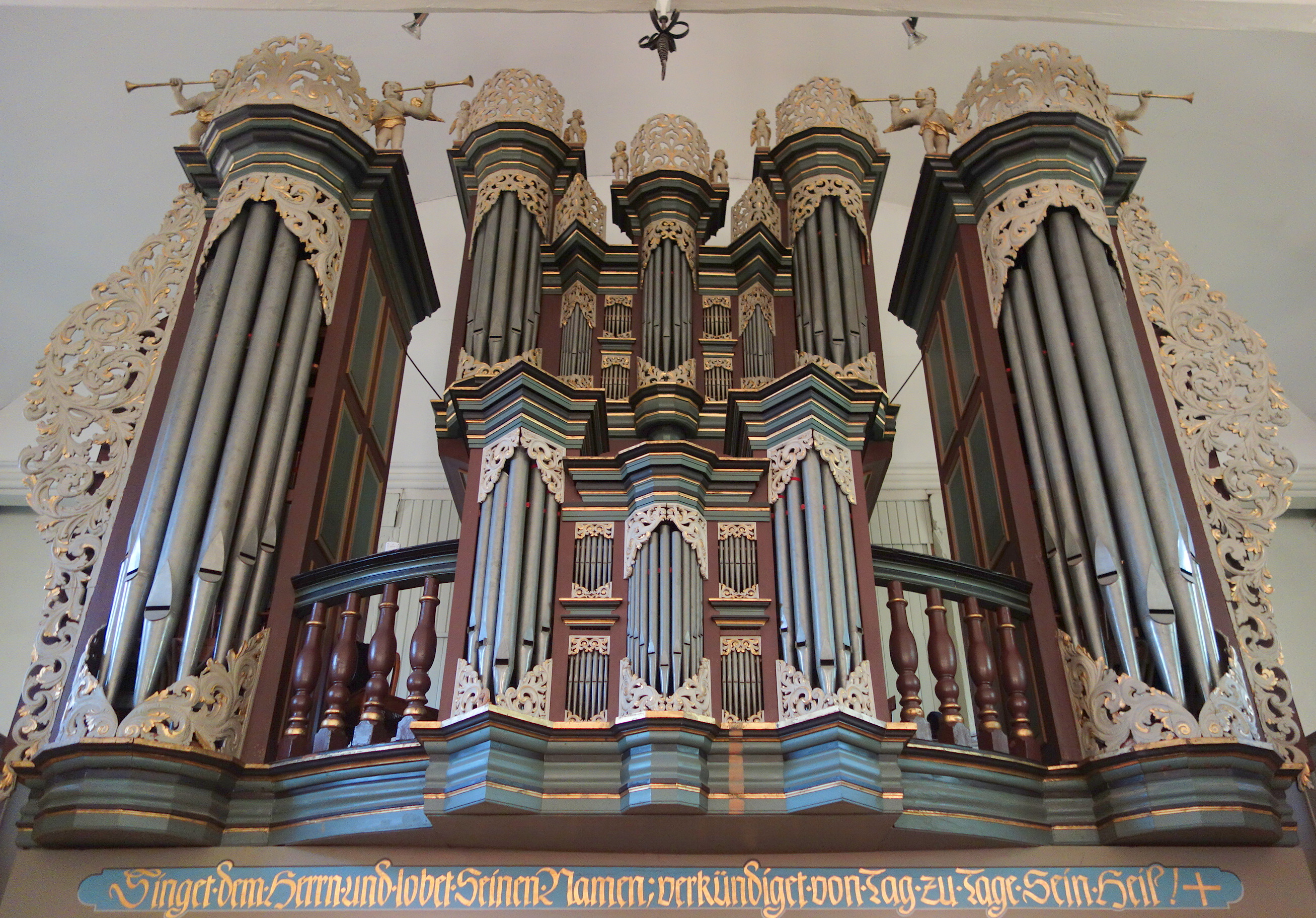
Die Orgel auf einer Empore

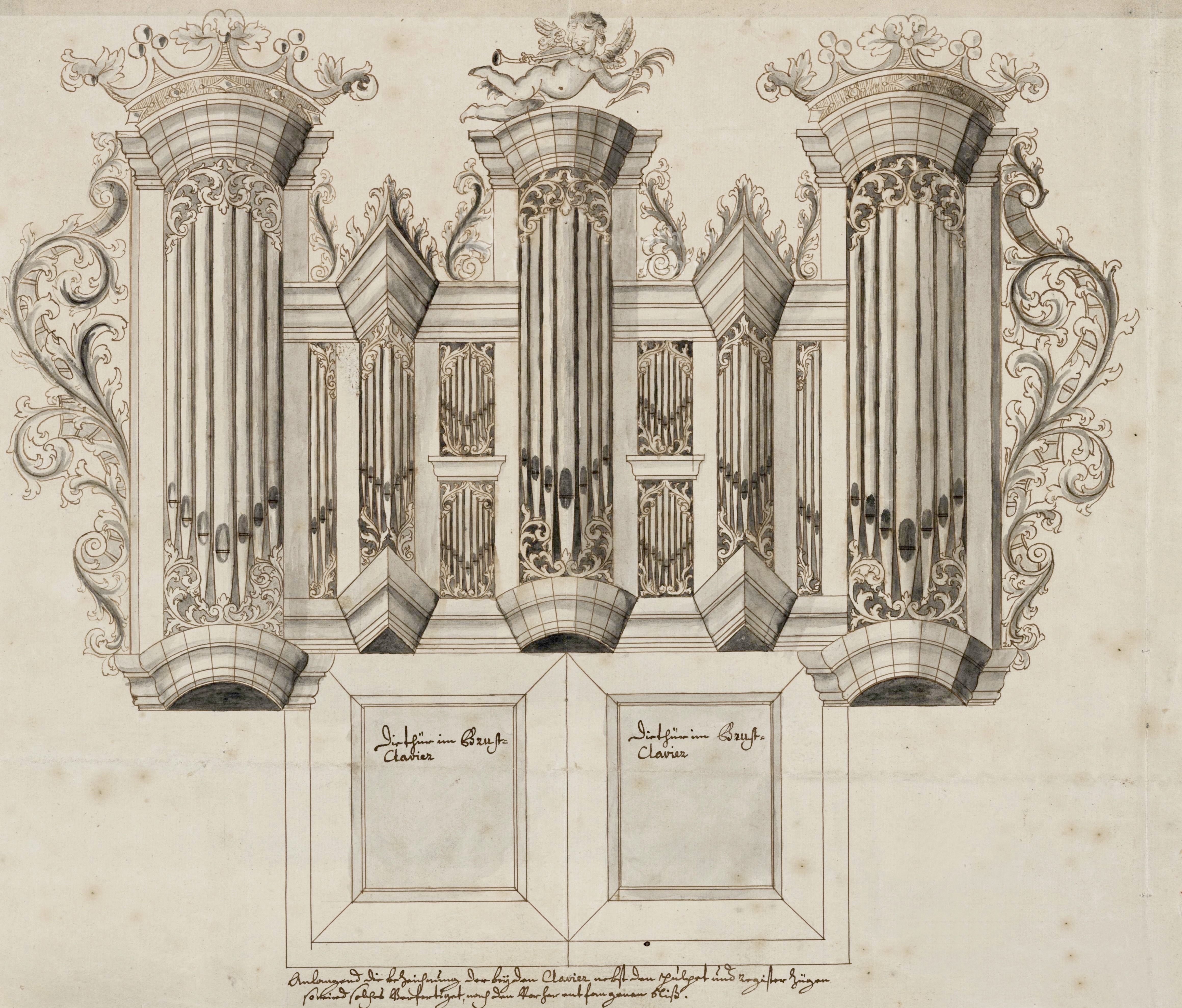
Dokument mit einer Abbildung der Orgel von 1728

Die Orgel der St.-Liborius-Kirche ist eine mechanische Schleifladenorgel, die im Laufe ihres Bestehens mehrere Male ausgetauscht und restauriert wurde. Erstmals erwähnt wurde eine kleine Orgel in der St.-Liborius-Kirche im Jahre 1585. Zwischen 1728 und 1733 baute Erasmus Bielfeldt eine neue Orgel mit 25 Registern auf zwei Manualen. Eine originale Entwurfszeichnung von 1728 ist erhalten. Im Zuge eines Umbaus wurden 1745/1746 die Pedaltürme ergänzt. Furtwängler & Hammer baute hinter dem Prospekt von Bielfeldt ein pneumatisches Werk, das 1962/1963 durch die Gebrüder Hillebrand ersetzt und um ein Rückpositiv erweitert wurde. Zuletzt wurde die Orgel während der letzten Restaurierung der Kirche zwischen 1998 und 1999 gewartet und überholt. Der ursprüngliche Hauptwerk-Prospekt des Orgelbauers aus dem Jahre 1728 ist in umgebauter Form erhalten geblieben. Zum jetzigen Zeitpunkt verfügt die Orgel über 32 Register mit rund 2600 Orgelpfeifen und folgender Disposition:
| I Rückpositiv C–g3 |    |
| Gedackt            | 8′ |
| Gedacktflöte       | 4′ |
| Oktave             | 2′ |
| Spitzflöte         | 1′ |
| Sesquialtera II    |    |
| Zimbel III         |    |
| Krummhorn          | 8′ |

| II Hauptwerk C–g3 |       |
| Quintade          | 16′   |
| Prinzipal         | 8′    |
| Gedackt           | 8′    |
| Oktave            | 4′    |
| Gedacktflöte      | 4′    |
| Quinte            | 2 ⁄3′ |
| Oktave            | 2′    |
| Gemshorn          | 2′    |
| Mixtur IV–VI      |       |
| Trompete          | 8′    |
| Vox humana        | 8′    |

| III Brustwerk C–g3 |       |
| Gadackt            | 8′    |
| Rohrflöte          | 4′    |
| Waldflöte          | 2′    |
| Siffflöte          | 1 ⁄3′ |
| Scharf III         |       |
| Regal              | 8′    |

| Pedal C–f1 |     |
| Subbaß     | 16′ |
| Prinzipal  | 8'  |
| Oktave     | 4′  |
| Nachthorn  | 1′  |
| Mixtur IV  |     |
| Posaune    | 16′ |
| Trompete   | 8′  |
| Cornett    | 2′  |

- Koppel: I/II, III/II, I/P
- Nebenregister: Tremulant